# Volta a Espanya de 1942
La Volta a Espanya de 1942 fou la 4a edició de la Volta a Espanya i es disputà entre el 30 de juny i el 19 de juliol de 1942, amb un recorregut de 3.688 km dividits en 19 etapes, una d'elles amb dos sectors, dues contrarellotges individuals i amb inici i final a Madrid.
Van prendre la sortida 40 corredors, 31 d'ells espanyols, però sols van acabar la cursa 18 ciclistes. El vencedor final fou l'espanyol Julián Berrendero, que d'aquesta manera aconseguia la segona victòria a la general, després de l'aconseguida el 1941. Barrendero va dominar la cursa de cap a fi, guanyant també dues etapes i la classificació de la muntanya. Un altre ciclista destacat fou Delio Rodríguez, setè a la general, que guanyà vuit etapes.
El líder de la classificació general passà a identificar-se novament per un mallot taronja, en substitució del mallot blanc de l'edició anterior.

## Etapes
| Etapa | Dia          | Recorregut                            | Km       | Guanyador                   | Líder                   |
| ----- | ------------ | ------------------------------------- | -------- | --------------------------- | ----------------------- |
| 1a    | 30 de juny   | Madrid - Albacete                     | 245      | Julián Berrendero (ESP)     | Julián Berrendero (ESP) |
| 2a    | 1 de juliol  | Albacete - Múrcia                     | 160      | Delio Rodríguez (ESP)       | Julián Berrendero (ESP) |
| 3a    | 2 de juliol  | Múrcia - València                     | 248      | José Jabardo (ESP)          | Julián Berrendero (ESP) |
| 4a    | 4 de juliol  | València - Tarragona                  | 278      | Delio Rodríguez (ESP)       | Julián Berrendero (ESP) |
| 5a    | 5 de juliol  | Tarragona - Barcelona                 | 120      | Delio Rodríguez (ESP)       | Julián Berrendero (ESP) |
| 6a    | 6 de juliol  | Barcelona - Osca                      | 279      | Delio Rodríguez (ESP)       | Julián Berrendero (ESP) |
| 7a    | 7 de juliol  | Osca - Sant Sebastià                  | 305      | Delio Rodríguez (ESP)       | Julián Berrendero (ESP) |
| 8a    | 8 de juliol  | Sant Sebastià - Bilbao                | 160      | René Vietto (FRA)           | Julián Berrendero (ESP) |
| 9a    | 9 de juliol  | Bilbao - Castro Urdiales              | 53       | Delio Rodríguez (ESP)       | Julián Berrendero (ESP) |
| 10a   | 10 de juliol | Castro Urdiales - Santander           | 151      | Julián Berrendero (ESP)     | Julián Berrendero (ESP) |
| 11a   | 11 de juliol | Santander - Reinosa                   | 120      | Pierre Brambilla (ITA)      | Julián Berrendero (ESP) |
| 12a   | 12 de juliol | Reinosa - Gijón                       | 199      | Delio Rodríguez (ESP)       | Julián Berrendero (ESP) |
| 13 a  | 13 de juliol | Gijón - Oviedo                        | 75       | Louis Thiétard (FRA)        | Julián Berrendero (ESP) |
| 14a   | 14 de juliol | Oviedo - Ḷḷuarca                      | 129      | Delio Rodríguez (ESP)       | Julián Berrendero (ESP) |
| 15a   | 15 de juliol | Ḷḷuarca - La Corunya                  | 219      | Louis Thiétard (FRA)        | Julián Berrendero (ESP) |
| 16a   | 16 de juliol | La Corunya - Santiago de Compostel·la | 63 (CRI) | Fco. A. Andrés Sancho (ESP) | Julián Berrendero (ESP) |
| 16b   | 16 de juliol | Santiago de Compostel·la - Vigo       | 110      | René Vietto (FRA)           | Julián Berrendero (ESP) |
| 17a   | 17 de juliol | Vigo - Ponferrada                     | 270      | Joaquim Olmos (ESP)         | Julián Berrendero (ESP) |
| 18a   | 18 de juliol | Ponferrada - Salamanca                | 251      | Celistino Camilla           | Julián Berrendero (ESP) |
| 19a   | 19 de juliol | Salamanca - Madrid                    | 248      | Celistino Camilla           | Julián Berrendero (ESP) |

## Classificacions finals

### Classificació general
| Classificació General              | Classificació General    | Classificació General | Classificació General |
| Pos.                               | Ciclista                 | Equip                 | Temps                 |
| ---------------------------------- | ------------------------ | --------------------- | --------------------- |
| 1.                                 | Julián Berrendero (ESP)  |                       | 134h 05' 09"          |
| 2.                                 | Diego Cháfer (ESP)       |                       | + 8' 38"              |
| 3.                                 | F.A. Andrés Sancho (ESP) |                       | + 13' 12"             |
| 4.                                 | Juan Gimeno (ESP)        |                       | + 16' 08"             |
| 5.                                 | Cipriano Elys (ESP)      |                       | + 23' 30"             |
| 6.                                 | José Jabardo (ESP)       |                       | + 27' 43"             |
| 7.                                 | Delio Rodríguez (ESP)    |                       | + 34' 21"             |
| 8.                                 | Isidro Bejarano (ESP)    |                       | + 35' 10"             |
| 9.                                 | José Botanch (ESP)       |                       | + 38' 01"             |
| 10.                                | Fermo Camellini (ITA)    |                       | + 58' 20"             |
| 40 corredors, 18 acabaren la cursa |                          |                       |                       |

### Classificació de la muntanya
|   | Ciclista                | Equip | Punts |
| - | ----------------------- | ----- | ----- |
| 1 | Julián Berrendero (ESP) |       | 34    |
| 2 | Pierre Brambilla (ITA)  |       | 27    |
| 3 | Isidro Bejarano (ESP)   |       | 17    |